# Nomada vincta
Nomada vincta är en biart som beskrevs av Thomas Say 1837. Nomada vincta ingår i släktet gökbin, och familjen långtungebin. Inga underarter finns listade i Catalogue of Life.